# 霍夫曼-马蒂乌斯重排反应
霍夫曼-马蒂乌斯重排反应（Hofmann-Martius rearrangement）以奥古斯特·威廉·冯·霍夫曼和卡尔·亚历山大·冯·马蒂乌斯二人命名。
酸（如盐酸）催化下，N-烷化的苯胺衍生物在加热时发生重排，得到相应的邻／对烷基苯胺衍生物。 
以金属卤化物催化时，反应亦称 Reilly-Hickinbottom 重排反应。
芳醚也可发生类似的重排。

## 例子
1、用于3-(甲基·苯基氨基)-2-吲哚酮的制取：

## 反应机理
一般认为是反应物离解出亲电性的基团 R+ (或其类似物)，并且该基团接下来与芳环发生傅-克烷化，得到产物。